# Nacer Barazite
Nacer Barazite (en arabe : ناصر بارازيت), né le 27 mai 1990 à Arnhem aux Pays-Bas, est un footballeur néerlandais d'origine marocaine.

## Biographie

### En club
Nacer Barazite est repéré par Arsène Wenger au NEC Nimègue et il est recruté par  Arsenal alors qu'il n'a que 16 ans. Il fait partie avec Fran Merida des jeunes milieux les plus prometteurs du centre de formation londonien.
Au niveau international, il participe au championnat d'Europe de football des moins de 17 ans 2007 avec les moins de 17 ans néerlandais. Il marque un but contre la Belgique.
Durant la saison 2008-2009, il est prêté au club de Derby County, club de Football League Championship (D2 anglaise), et y fait 36 apparitions officielles, marquant un but. Il est à nouveau prêté pour la saison 2010-2011, cette fois-ci au club néerlandais de Vitesse Arnhem.
Le 25 janvier 2012, il s'engage pour quatre ans et demi avec l'AS Monaco. Le transfert est estimé à 3 M€. Mais incapable de s'imposer en Principauté en un an, il retourne dans son ancien club de l'Austria Vienne pour un prêt de six mois avec option d'achat. Fin janvier 2013, il est prêté pour le reste de la saison à l'Austria Vienne où il ne reste pas. De retour à Monaco, il passe une saison blanche avant de résilier son contrat le 2 juillet 2014 et de signer un contrat de trois ans avec le FC Utrecht le lendemain.
Après la fin de contrat du numéro 10 de l'Al-Jazira Club Mbark Boussoufa, le 2 septembre 2018, le club décide de recruter Barazite qui était en fin de contrat également dans le club turc du Yeni Malatyaspor.

### En sélection
Né d'un père marocain originaire d'Al hoceima et d'une mère néerlandaise, il fait le choix de porter le maillot des équipes de jeunes néerlandaises. Présélectionné pour jouer avec le Maroc en juillet 2011, il n'a pas fait de choix définitif quant au maillot qu'il souhaite porter. 
En 2011, il participe à la campagne des éliminatoires pour l'Euro Espoirs 2013. Il marque son premier but avec les espoirs néerlandais le 6 octobre 2011.
Il participe au Tournoi de Toulon 2012 avec l'équipe des Pays-Bas des moins de 20 ans. Il inscrit deux buts dans la compétition et termine à la troisième place du tournoi en battant la France (3-2) où figuraient ses coéquipiers en club, Valère Germain, Nampalys Mendy, Pinteaux et Makengo.
Fin 2016, le média d'information sportive Lions de l'Atlas rapporte qu'il a déclaré  : « J'aimerai[s] jouer pour les Lions de l'Atlas, ce sera[it] un grand honneur pour moi et c'est le cas de plusieurs joueurs marocains ici en Eredivisie. ».

## Statistiques détaillées

### En club
| Saison                | Club                  | Championnat           | Championnat | Championnat | Coupe nationale | Coupe nationale | Coupe de la Ligue | Coupe de la Ligue | Compétition(s) continentale(s) | Compétition(s) continentale(s) | Compétition(s) continentale(s) | Total | Total |
| Saison                | Club                  | Division              | M.          | B.          | M.              | B.              | M.                | B.                | Comp.                          | M.                             | B.                             | M.    | B.    |
| 2007-2008             | Arsenal               | Premier League        | 0           | 0           | 0               | 0               | 2                 | 0                 | C1                             | 0                              | 0                              | 2     | 0     |
| 2009-2010             | Arsenal               | Premier League        | 0           | 0           | 0               | 0               | 1                 | 0                 | C1                             | 0                              | 0                              | 1     | 0     |
| Sous-total            | Sous-total            | Sous-total            | 0           | 0           | 0               | 0               | 3                 | 0                 | -                              | 0                              | 0                              | 3     | 0     |
| 2008-2009             | Derby County (prêt)   | Championship          | 30          | 1           | 4               | 0               | 2                 | 0                 | -                              | -                              | -                              | 36    | 1     |
| Sous-total            | Sous-total            | Sous-total            | 30          | 1           | 4               | 0               | 2                 | 0                 | -                              | 0                              | 0                              | 36    | 1     |
| 2010-2011             | Vitesse Arnhem (prêt) | Eredivisie            | 9           | 0           | 2               | 3               | -                 | -                 | -                              | -                              | -                              | 11    | 3     |
| Sous-total            | Sous-total            | Sous-total            | 9           | 0           | 2               | 3               | -                 | -                 | -                              | 0                              | 0                              | 11    | 3     |
| 2010-2011             | Austria Vienne        | Bundesliga            | 16          | 4           | 1               | 0               | -                 | -                 | -                              | -                              | -                              | 17    | 4     |
| 2011-2012             | Austria Vienne        | Bundesliga            | 18          | 8           | 3               | 0               | -                 | -                 | C3                             | 12                             | 11                             | 33    | 19    |
| 2012-2013             | Austria Vienne (prêt) | Bundesliga            | 5           | 1           | 0               | 0               | -                 | -                 | -                              | -                              | -                              | 5     | 1     |
| Sous-total            | Sous-total            | Sous-total            | 39          | 13          | 4               | 0               | -                 | -                 | -                              | 12                             | 11                             | 55    | 24    |
| 2011-2012             | AS Monaco             | Ligue 2               | 7           | 0           | 0               | 0               | 0                 | 0                 | -                              | -                              | -                              | 7     | 0     |
| 2012-2013             | AS Monaco             | Ligue 2               | 4           | 0           | 0               | 0               | 1                 | 1                 | -                              | -                              | -                              | 5     | 1     |
| 2013-2014             | AS Monaco             | Ligue 1               | 0           | 0           | 0               | 0               | 0                 | 0                 | -                              | -                              | -                              | 0     | 0     |
| Sous-total            | Sous-total            | Sous-total            | 11          | 0           | 0               | 0               | 1                 | 1                 | -                              | 0                              | 0                              | 12    | 1     |
| 2014-2015             | FC Utrecht            | Eredivisie            | 16          | 2           | 0               | 0               | -                 | -                 | -                              | -                              | -                              | 16    | 2     |
| 2015-2016             | FC Utrecht            | Eredivisie            | 32          | 8           | 9               | 3               | -                 | -                 | -                              | -                              | -                              | 41    | 11    |
| 2016-2017             | FC Utrecht            | Eredivisie            | 18          | 4           | 4               | 1               | -                 | -                 | -                              | -                              | -                              | 22    | 5     |
| Sous-total            | Sous-total            | Sous-total            | 66          | 14          | 13              | 4               | 0                 | 0                 | -                              | 0                              | 0                              | 79    | 18    |
| Total sur la carrière | Total sur la carrière | Total sur la carrière | 155         | 28          | 23              | 7               | 6                 | 1                 | -                              | 12                             | 11                             | 196   | 47    |

## Palmarès

### En club
| - Arsenal - Emirates Cup - Vainqueur : 2007 |  | - Austria Vienne - Championnat d'Autriche - Vainqueur : 2013 - Coupe d'Autriche - Finaliste : 2013 |

## Divers
- Nacer a participé à une publicité pour la marque Nike[10].